# Фаган, Кристоф Бартелеми
Кристоф Бартелеми Фаган (фр. Barthélemy-Christophe Fagan; 31 марта 1702, Париж — 8 апреля 1755) — французский драматург.
Его пьесы, собранные в «Théâtre de F.» (1760), имели в своё время успех (напр. «Le rendez-vous», «La pupille», «L'êtourderiee», «Joconde», «La jalousie imprévue»). Ему принадлежала одна из лучших «парад» (пьес для наружной сцены ярмарочного театра) прошлого века: «Isabelle grosse par vertu». Он написал ещё «Nouvelles observations au sujet des condamnations prononcées contre les comédiens» (1751).